# Кумаксайський сільський округ
Кумакса́йський сільський округ (каз. Құмақсай ауылдық округі, рос. Кумаксайский сельский округ) — адміністративна одиниця у складі Теректинського району Західноказахстанської області Казахстану. Адміністративний центр та єдиний населений пункт — село Кумаксай.
Населення — 620 осіб (2021; 648 у 2009, 763 у 1999, 1004 у 1989).
Станом на 1989 рік існувала Новопавловська сільська рада (село Новопаловка). До 2023 року округ називався Новопавловським.